# Caudipteridae
Caudipteridae — родина ящеротазових динозаврів, що існувала у ранній крейді (124,6-120 млн років тому). Рештки представників родини знайдені у Китаї.

## Історія досліджень
У 1998 році описаний вид Caudipteryx zoui. Після описання другого виду Caudipteryx dongi в 2000 році, було окреслено монотипову родину Caudipteridae з єдиними родом Caudipteryx. Проте у 2008 році класифіковано другий рід каудіптерид — Similicaudipteryx, а в 2019 році третій рід Xingtianosaurus.

## Опис
Невеликі двоногі пернаті динозаври. Caudipteridae характеризуються кинжалоподібним пігостилем. Передні кінцівки були коротшими за задні, але цілком функціональні.